# Спасибо Уинн-Дикси
«Спасибо Уинн-Дикси» (англ. Because of Winn-Dixie) — первая повесть (роман) американской детской писательницы Кейт Дикамилло, вышедшая в 2000 году и рассказывающая о девочке, встретившей бездомного пса и благодаря ему нашедшей новых друзей. В 2008 году вышла в русском переводе Ольги Варшавер.
Книга удостоена ряда литературных премий. Она была экранизирована, также по ней поставлен мюзикл.

## Сюжет
Главная героиня — десятилетняя девочка по имени Индия Опал Булони, дочь пастора, с которым они недавно переехали в городок Наоми во Флориде. Мама Опал давно ушла из семьи. В новом городе девочка почти никого не знает и ей не с кем дружить. Однажды в супермаркете «Уинн-Дикси» она видит, что забежавший туда бродячий пёс свалил продукты, и владелец хочет звонить в службу отлова животных, чтобы его поймали. Тогда Опал говорит, что это её пёс, которого зовут Уинн-Дикси, и берёт его домой. Уинн-Дикси обладает удивительным свойством — он умеет улыбаться почти как человек. Ещё он очень боится грозы, и когда гремит гром, начинает убегать, не разбирая дороги. К удивлению девочки, пастор разрешил ей оставить пса. Благодаря Уинн-Дикси Опал познакомилась и подружилась с несколькими жителями городка: старушкой Фрэнни Блок, которая с детства работает библиотекарем в домике-библиотеке, когда-то подаренном её на день рождения; ещё одной старушкой Глорией Свалк, которую соседские мальчишки называют ведьмой, но которая угощает Опал и Уинн-Дикси бутербродами с арахисовым маслом; продавцом в зоомагазине Отисом, который сидел в тюрьме за драку с полицейским, а теперь тайком играет на гитаре зверям в магазине, выпуская их ненадолго из клеток; девочкой Амандой из школы, которая обычно ходит с «кислым лицом» и у которой недавно утонул младший брат; с малышкой по прозвищу Плюшка-пампушка. С пастором Опал также сближается, понимая, что он страдал после ухода её мамы, но что вряд ли можно надеяться на её возвращение. Глория говорит Индии, что надо отпускать тех, кого не удержать, и «просто любить того, кто рядом».
Вскоре Опал приходит в голову идея организовать во дворике у Глории вечеринку с бутербродами с яичным салатом и с игрой Отиса на гитаре. Она приглашает всех своих новых друзей, пастора и даже двоих соседских мальчишек, которые обычно обзывались ей вслед, но про которых Глория сказала, что они таким образом хотят подружиться с Опал. И хотя во время вечеринки пошёл дождь, и Опал с пастором долго искали Уинн-Дикси, опасаясь, что от испуга он убежит, пёс в итоге оказался в домике Глории, где все гости подружились и все вместе спели песню для Опал.

## Награды
- В 2001 году книга была удостоена почётного диплома (Newbery Honor) на награждении Медалью Ньюбери[3].
- Книга получила также целый ряд других литературных премий, в том числе премию имени Джозетт Франк[4], премию имени Дороти Кэнфилд Фишер[5], премию имени Марка Твена[6].
- В 2007 Американская ассоциация образования включила книгу в список ста лучших книг для учителя на основе онлайн-опроса[7].
- В 2012 году книга оказалась на 20 месте в списке лучших детских романов всех времён по опросу School Library Journal (всего в списке было три книги Дикамилло)[8].

## Адаптации
- В 2005 году книга была экранизирована компанией 20th Century Fox, в русскоязычной версии фильм получил название «Благодаря Винн-Дикси». В главной роли — Аннасофия Робб, в роли Уинн-Дикси снялась собака породы пикардийская овчарка, специально привезённая из Франции. Именно эту породу режиссёр фильма выбрал, чтобы образ собаки был сходен с её изображением на обложке книги[9].
- В 2013 году в Арканзасском театре был поставлен мюзикл по книге[10][11][12].